# Pascual Somma
Pascual Somma (* 7. Februar 1891 oder 1896 in Montevideo; † 1930) war ein uruguayischer Fußballspieler.

## Verein
Der nicht nur auf dem linken Flügel, sondern überall in der Offensive eingesetzte Somma, der als schneller, passsicherer und mit Torjägerinstinkt ausgestatteter Spieler beschrieben wird, spielte zwischen 1911 und 1927 für Nacional in der Primera División. Sein Debüt feierte er 1911 beim 2:0-Sieg über Dublín auf dem Spielfeld in Punta Carretas. 1912, 1915, 1916, 1917, 1919, 1920, 1922, 1923 und 1924 gewann sein Verein in dem vorerwähnten Zeitraum jeweils die uruguayische Meisterschaft. Den ersten Titel schreibt ihm sein Verein jedoch nicht zu, der ihn auch nur im Jahre 1911 und erneut 1915 bis 1927 als Kadermitglied ausweist. In den Jahren 1912 bis 1914 soll er demnach für diverse andere Mannschaften aktiv gewesen sein. Insgesamt sind für ihn 333 Spiele für die Bolsos notiert, in denen er 64 Tore schoss. Zwischenzeitlich legte er auch eine in der Ausgangsquelle zeitlich nicht genau definierte Station bei Defensor ein, von wo er jedoch 1925 zu Nacional zurückkehrte.

## Nationalmannschaft
Somma war auch Mitglied der uruguayischen A-Nationalmannschaft. Insgesamt absolvierte er von seinem Debüt am 15. August 1911 bis zu seinem letzten Spiel für die Celeste am 31. August 1924 42 Länderspiele, in denen er drei Treffer erzielte.
Er nahm mit der Nationalelf an sieben Südamerikameisterschaften teil. Dies waren die Turniere 1916, 1917, 1919, 1920, 1921, 1922 und 1923. 1916, 1917, 1920 und 1923 gewann Uruguay den Titel. Mit dem Kader der Celeste bei den Olympischen Sommerspielen 1924 feierte Somma schließlich seinen größten Karriereerfolg. Man wurde Olympiasieger.
Überdies wirkte er noch an der Copa Independencia Argentina 1916 (möglicherweise identisch mit der Südamerikameisterschaft jenes Jahres), der Copa Newton 1917 und der Copa Gran Premio de Honor Uruguayo 1918 mit. Aus diesen Veranstaltungen ging sein Heimatland ebenfalls als Sieger hervor.

## Erfolge

### Nationalmannschaft
- Olympiasieger 1924
- 4× Südamerikameister: 1916, 1917, 1920, 1923
- Copa Independencia Argentina: 1916
- Copa Newton: 1917
- Copa Gran Premio de Honor Uruguayo: 1918

### Verein
- 8× Uruguayischer Meister: 1915, 1916, 1917, 1919, 1920, 1922, 1923 und 1924